# Euripus euploeoides
Euripus euploeoides är en fjärilsart som beskrevs av Felder 1866. Euripus euploeoides ingår i släktet Euripus och familjen praktfjärilar. Inga underarter finns listade i Catalogue of Life.